# Chrysopogon rubidipennis
Chrysopogon rubidipennis là một loài ruồi trong họ Asilidae. Chrysopogon rubidipennis được White miêu tả năm 1918.